# Sarobaratra Ifanja
Sarobaratra Ifanja è una città e comune del Madagascar situata nel distretto di Miarinarivo, regione di Itasy. 
La popolazione del comune rilevata nel censimento 2001 era pari a 18 565 unità.